# 中村平野
中村平野（なかむらへいや）は、高知県の南西部に位置する平野。

## 概要
四万十市南部から宿毛市東部に広がる小規模な平野。四万十川支流の中筋川流域を中心に、四万十川の下流域と同じく支流の後川流域からなる沖積低地。中筋平野ともいう。
古くから高知県西部（幡多地方）の中心が置かれ、現在でも県南西部の経済と行政の中心地となっている。平成27年現在の四万十市は県内第3位の人口を有する。

## 地形
地質学上は四万十川および後川流域と、中筋川流域に大別される。四万十川および後川流域は、川沿いや合流点にみられる氾濫原と、四万十川の最下流部の溺れ谷の名残であり、川の両岸に低山によって区切られた小さな平地部が帯状に分布している。中筋川流域は北の国見断層と南の江ノ村断層に挟まれた東西に走る地溝帯である（中筋地溝帯）。
中筋川は河床勾配が低く、四万十川との落差が小さいことから排水が悪く、かつては水害が多かった。江戸時代から洪水対策がなされ、1929年（昭和4年）からは国の直轄事業として治水対策が行われた。曲流部の改修、1964年の中筋川河口の下流への付け替え工事など河川改修が進み、近年の水害は減少している。

## 農業
戦前は低湿な条件を生かし、柳行李の材料となるコリヤナギ(杞柳)栽培が盛んであった。
戦後は水稲、イグサ、タバコなどに移行し、またキュウリ、ピーマン、トマトなどのビニールハウスによる促成栽培が行われるようになった。

## 歴史
中村貝塚をはじめ、縄文時代、弥生時代の遺跡や古墳も多くみられ、特に平野西部にある平田曽我山古墳は高知県最大の古墳である。古代の行政区画では幡多郡に含まれる。ヤマト王権が任命する地方官である国造として、土佐国には都佐（とさ）国造と波多（はた）国造の2つがあり、波多国造は幡多郡を本拠地とした豪族と推定されている。幡多郡の郡衙は平安時代から具同村（現在の四万十市具同）に置かれていた。幡多郡はのちに九条家の荘園（幡多荘）となり、さらに一条家へと引き継がれたが、従前の支配機構を利用する形で引き続き具同に奉行所が置かれた。室町時代に応仁の乱を避けて一条教房が幡多荘へ下向し、中村（現在の四万十市街地であり、旧中村市街地）に居館が置かれた（現在の一條神社）。以後、中村を中心に発展し、土佐一条氏による京を模した街づくりが始められたことから、「土佐の小京都」と呼ばれる繁栄をみせた。しかし1946年（昭和21年）の昭和南海地震で壊滅的な打撃を受けて往時の市街地の面影はほぼ失われてしまい、以後は整然と区画された町割のみが面影として残っている。

## 交通
- 鉄道　土佐くろしお鉄道宿毛線
- 道路　国道56号（宿毛街道）、国道321号、国道439号、国道441号、中村宿毛道路
- 港湾　下田港

### 註釈
1. ↑  中村は14世紀以降の発達により、この頃には具同に代わり既に幡多荘の中心となっていた[7]。